# Olympus E-620
La Olympus E-620 (Olympus EVOLT E-620 en América) es una SLR digital de 12 megapíxeles fabricada por Olympus y basada en el sistema Cuatro Tercios. La E-620 se sitúa dentro del segmento intermedio y se vende con una lente Zuiko Digital 14-42mm f/3.5-5.6 
Esta cámara combina las características de la E-420 (pequeño tamaño), la E-520 (estabilización de imagen) y la E-30 (nuevo sensor de 12.3Mpx , LCD orientable, nuevo sensor de autofocus)